# Thomas Schramme
Thomas Schramme (* 6. Juli 1969 in Frankfurt am Main) ist ein deutscher Philosoph.

## Leben
Schramme studierte – nach dem Zivildienst – Philosophie, Soziologie und Politologie an der Johann Wolfgang Goethe-Universität in Frankfurt am Main, wo er Jürgen Habermas zu Fragen der Gerechtigkeit und Anton Leist über Angewandte Ethik hörte. Danach wechselte er an der Freien Universität Berlin und studierte bis 1995 bei Ursula Wolf und Axel Honneth. Nach dem Erhalt eines Stipendiums und einem Studienaufenthalt in Oxford wurde Schramme 1998 in Berlin im Fach Philosophie mit seiner Dissertation Patienten und Person zum psychiatrischen Krankheitsbegriff promoviert.
Von 1998 bis 2004 war Thomas Schramme als Assistent am Philosophischen Seminar der Universität Mannheim bei Ursula Wolf tätig. 2004 habilitierte er sich mit dem Thema Gerechtigkeit als Inklusion. In seiner Habilitationsschrift vertritt Schramme eine nicht-egalitaristische Position, die sich in erster Linie am individuellen Bedürfnis und weniger an Gleichheit orientiert. Seit Juni 2002 ist Schramme Redaktionsmitglied der Zeitschrift Polar, die in Berlin erscheint. Seit 2005 bietet er an der Universität Zürich im Rahmen eines Masterkurses in Angewandter Ethik einen Lehrauftrag für das Modul Medizinethik an.
Von September 2005 bis September 2009 war er als Senior Lecturer an der University of Wales in Swansea tätig. Im Oktober 2009 wurde Schramme Professor für Praktische Philosophie an der Universität Hamburg. Des Weiteren war Schramme von Oktober 2013 bis März 2014 am Zentrum für interdisziplinäre Forschung in Bielefeld in einer Forschungsgruppe zum Thema „Normative Aspects of Public Health“ tätig. 
2016 erhielt Schramme einen Ruf an die Universität Liverpool, dort im August desselben Jahres eine Professur anzutreten.

## Forschungsgebiete
In Forschung und Lehre arbeitet Thomas Schramme auf den Gebieten Ethik, Politische Philosophie, Medizinphilosophie und Bioethik. Als Philosoph beschäftigt er sich auch mit der Klassifikation psychischer Störungen, zum Beispiel im Diagnostic and Statistical Manual of Mental Disorders.
Ein spezielles Forschungsthema ist der Konflikt zwischen Paternalismus und Selbstbestimmungsrecht. Dabei wird das Recht auf eine individuelle Selbstbestimmung einerseits unter dem Aspekt der Freiheit und deren Grenzen gesehen. Andererseits ist die Frage von Interesse, wann eine Person beginnt, sich durch eine Handlungsweise
selbst zu schädigen. Schramme vertritt in diesem Zusammenhang eine liberale Grundhaltung, die extensive Körpermodifikationen akzeptieren kann.

## Veröffentlichungen

### Monografien
- Patienten und Personen. Zum Begriff der psychischen Krankheit. Fischer, Frankfurt 2000, ISBN 978-3-596-14692-5.
  - Neuauflage: Psychische Krankheiten aus philosophischer Sicht. Psychosozial-Verlag, Gießen 2003, ISBN 978-3-898-06235-0.
- Bioethik. Campus, Frankfurt/New York 2002, ISBN 978-3-593-37138-2.
- Gerechtigkeit und soziale Praxis. Campus, Frankfurt/New York 2006, ISBN 978-3-593-38180-0.
- Theories of Health Justice. Just Enough Health. Rowman & Littlefield International, London 2018, ISBN 978-1786601445.

### Herausgaben
- Philosophy and Psychiatry. Gemeinsam mit Johannes Thome. De Gruyter, Berlin/New York 2004, ISBN 978-3-11-017800-5.
- Krankheitstheorien. Suhrkamp, Berlin 2012, ISBN 978-3-518-29611-0.
- Being Amoral. Psychopathy and Moral Incapacity. MIT Press, Cambridge 2014, ISBN 978-0262027915.
- John Stuart Mill: Über die Freiheit. Gemeinsam mit Michael Schefczyk. De Gruyter, Berlin/ New York 2015, ISBN 978-3050060385.
- On Moral Sentimentalism. Gemeinsam mit Neil Roughley. Cambridge University Press, Cambridge 2015, ISBN 978-1443876087.
- Ethik der Psyche. Normative Fragen im Umgang mit psychischer Abweichung. Campus, Frankfurt/ New York 2015, ISBN 978-3593501901.
- Normative Aspekte von Public Health. Interdisziplinare Perspektiven. Gemeinsam mit Stefan Huster. Nomos, Baden-Baden 2016, ISBN 978-3848727896.
- Handbook of the Philosophy of Medicine. Gemeinsam mit Steven Edwards. Springer, Berlin 2017, ISBN 978-9401786874.
- New Perspectives on Paternalism and Health Care. Springer, Berlin 2017, ISBN 978-3319354736.
- Forms of Fellow Feeling. Empathy, Sympathy, Concern and Moral Agency. Gemeinsam mit Neil Roughley. Cambridge University Press, Cambridge 2017, ISBN 978-1107109513.